# Bitka pri Győru
Bitka pri Győru je potekala med poletno kampanjo madžarske osamosvojitvene vojne. Odvijala se je od leta 1848 do 1849 pri madžarskem mestu Győr. Madžarsko revolucionarno vojsko sta vodila general Ernő Poletenberg in general Artúr Görgei. Vojsko Avstrijskega cesarstva je vodil Julius Jacob von Haynau ob pomoči ruske divizije, ki jo je vodil Feodor Sergejevič Panjutjin .
Po bitki pri Peredu je Haynauova vojska, ki se ji je pridružil habsburški cesar Franc Jožef I. Avstrijski, prečkala Donavo na južni breg reke, neopažena od madžarskih čet. Napadli so madžarske enote, postavljene okoli Győra, Árpása, Marcaltőja in Ihásza (danes del Marcaltőja), pri čemer so divizijo Györgyja Kmetyja razdelili od glavnih čet in jih prisilili, da so se umaknili proti južni Madžarski.
Cesarska stran je na začetku zbrala več kot petkrat več od madžarskih vojakov (69 350 cesarskih - 12 888 madžarskih). Görgei ni bil v mestu na začetku bitke, ker je bil v Pešti, in je prispel v Győr šele proti koncu bitke. Vodil je madžarsko konjenico in madžarske čete, ko so se umikali iz mesta. Po bitki so se Görgeijeve čete umaknile v trdnjavo Komárom, cesarske enote pa so jim sledile.

## Ozadje
Neuspešna ofenziva Artúrja Görgeija se je končala z madžarskim porazom v bitki pri Peredu 20. in 21. junija 1849. Ta napad je bil izbran v nesrečnem trenutku, saj je avstrijski feldmaršal Julius Jacob von Haynau 19. junija prestavil svoje čete s severnih bregov Donave na južne bregove, da bi se pripravili na napredovanje proti madžarski prestolnici Pešti in Budimu . Toda še vedno je imel dovolj vojakov za napotitev v bitko s približno 15 000 vojaki več kot Görgei, zahvaljujoč ruski diviziji, ki jo je vodil generalpodpolkovnik Feodor Sergejevič Panjutjin, kar je zavedlo madžarskega poveljnika, ki je mislil, da bo cesarska vojska ostala na severnem bregu. Po bitki je Haynau neopazno nadaljeval premik svojih čet na južni breg. 
V tem času so se odnosi med Ludvikom Košutom, guvernerjem Madžarske, vlado Szemere-ja, in njenim vojnim sekretarjem Görgeiem, poslabšali, kar je povzročilo konflikt med političnim in vojaškim vodstvom. To je trajalo do madžarske predaje pri Világosu, kar je pretrgalo madžarska obrambna prizadevanja. Sredi junija je Görgei odkrito izjavil, da je proti madžarski deklaraciji neodvisnosti (razglašeni 14. aprila 1849), češ da je to spodbudilo Ruse, da pošljejo svoje čete proti madžarski revoluciji. Vendar so se razprave med Habsburškim cesarstvom in Ruskim cesarstvom o ruski intervenciji začele dva tedna pred razglasitvijo).
Po 21. juniju je bil Görgei tako vrhovni poveljnik madžarske vojske kot minister za obrambo Madžarske v vladi Szemere-ja. Pogosto je bil prisiljen potovati med Pešto in svojo generalštabno pisarno v Tati. 24.–26. junija je bil v prestolnici, kjer je sodeloval na ministrskem svetu. Vlado je prepričal, da sprejme njegov načrt, da zbere vse madžarske sile (razen Transilvanije in južne Ogrske) okoli Komárna, da bi dosegel številčno premoč. Predlagal je napad na Haynauove čete in pohod proti Dunaju . Če to ne bi uspelo, bi se umaknil v Komárno. Vzrok za ta obupni načrt je bilo dejstvo, da so ruske čete 15. junija prestopile madžarsko mejo in vstopile s 193 000 vojaki in 584 topovi. Ta se je pridružil 165 000 avstrijskim vojakom s 770 topovi proti 150 000 Madžarom in njihovim 857 topom (464 poljskih in 393 utrdbnih topov).  Görgei je spoznal, da Madžari nimajo možnosti za zmago, razen če uničijo Haynaujeve avstrijske sile pred prihodom ruskih čet. Na ministrskem svetu, ki je potekal 26. junija zvečer, je bil njegov načrt kljub večinskim proti-Görgeijevim občutkom sprejet. Zjutraj 27. junija se je Görgei vrnil, da bi prevzel vodenje čet, ko je slišal za koncentracijo cesarskih čet blizu Győra. Cesarske čete so nameravale obkoliti madžarske čete v Győru in jih prisiliti k predaji. Ker jim to ni uspelo, so nameravali razdeliti divizijo Kmety-ja od madžarskega VII. korpusa, ki ga je vodil Ernő Poeltenberg, in jih prisiliti v evakuacijo mesta.

## Preludij
26. junija so cesarske čete napadle. Njihov načrt je bil, da njihov III. korpus (desno krilo Haynauove vojske) obkroži madžarske položaje iz Győra. 27. junija je glavnina prešla pri Árpásu, Gerstnerjeva brigada iz Marcaltőja in Schneiderjeva brigada iz Bodonhelyja. Gerstner brigada je napredovala k Lesházi, pri čemer je zavzela položaje na cesti proti Papa, in krile napredovanje glavnine vojske. Glavnina avstrijske vojske je morala napredovati do Pannonhalme, ali če IV. korpus ne bi premagal madžarskih čet iz Győra, bi odkorakali proti Táplánu.
27. junija je Görgei izvedel, da se avstrijska vojska pripravlja na napad na črti reke Rába, zvečer pa je bil obveščen, da je je cesarska vojska prečkala reko in odrezala divizijo Kmety od VII. madžarskega korpusa. Cesarske čete so obkolile položaje VII. korpusa z namenom koncentričnega napada naslednjega dne. Ob tem spoznanju se je tisto noč umaknil proti Győru.
IV. korpus (imenovan tudi rezervni korpus) je 27. junija napredoval proti Lébényju, 28. junija prečkal Rábo pri Rábapaloti in po združitvi s Scheiderjevo brigado napadel proti Szabadhegyju. Sledila naj bi brigada Benedek in ruska divizija, ki jo je vodil Fjodor Sergejevič Panjutjin. Istočasno je 28. junija I. korpus napadel proti Abdi. II. korpus je ostal na južnih bregovih Donave in branil Csallóköz in območje spodnjega Vág-a.  69 350 cesarskih vojakov se je soočilo s 17 480 Madžari. 
Poeltembergov cilj je bil zdržati, dokler ne pride okrepitev. (Nihče ne bi prišel). Madžarski operativni urad, ki ga je vodil polkovnik József Bayer, je 28. junija poslal madžarski II. korpus v Gönyű, I. korpus v Hull, III. korpus pa v Érsekújvár.  Dne 26. junija se je madžarska divizija, ki jo je vodil Kmety, s svojimi 4 530 vojaki in 15 topovi odmaknila od črte Rába in se umaknila proti Pápi. Razlog za njegovo selitev je bil prehod superiornih cesarskih čet, preden so prispele njegove okrepitve in 4000 nabojev. Tudi če bi okrepitve prispele pravočasno, Horváth ne bi imel nobenih možnosti proti štirim cesarskim bataljonom, ki jim je poveljeval polkovnik Karl Wolf von Wachentreu. Med tem umikom so Madžari izgubili 16 (po drugih virih 30) vojakov.  Kmety je želel prečkati Rábo pri Pápocu in napasti od zadaj napredujoče cesarske enote, vendar je potreboval več vojakov. Tako je čakal na svoj bataljon (ki je bil poslan v Mórichido ), ko pa se je vrnil, je videl, da so njegovi vojaki preutrujeni za nov pohod. Namesto tega se je bil prisiljen umakniti iz Marcaltőja. 
Zjutraj 27. junija je podpolkovnik Emil Üchtritz, ko je slišal za cesarske premike, s svojo polovico artilerijsko baterijo hitel na bregove reke Rábe ravno takrat, ko so Avstrijci začeli delati pontonski most čez reko. Nato je prišel Kmety, da bi prevzel poveljstvo. Ko so avstrijski Kaiserjägerji začeli streljati nazaj, je ukazal umik v Marcaltő, nato na kmetijo Ihász. Üchtritz je kasneje izjavil, da ne razume, zakaj se je Kmety umaknil, ne da bi poskušal braniti črto Rába.
Kmety je upal, da bodo prispele okrepitve, ki jih je obljubil Poeltenberg, da bi lahko šel v protinapad. Poeltenberg je 26. junija prejel Kmetyjevo prošnjo za okrepitev. Poslal je 51. bataljon, 2 bataljonov v 2. (Sándor) pehotnega polka in štirim podjetjem 16. (Károlyi) Hussar polka, kot tudi konjenice Baterije TET . 27. junija je Kupa prejel novico o Kmetyjevem umiku s črte Rába in Poeltenbergovem ukazu, da zavzame položaj pri Ménfőju. Slednji se je 28. junija ob 10.–11. odločil za napad s 14 konjeniškimi četami, 6 bataljoni in 21 topovi, v upanju, da jih bo prisilil, da se bodo umaknili v Mórichido. Načelnik generalštaba generala Györgyja Klapke (2. odgovoren za glavno vojsko po Görgeiju), major Péter Szillány, je ukazal Poeltenbergu, naj svoje čete postavi med Ménfő, Kismegyer in Szabadhegy ter ustavi napredovanje cesarskih enot. Poeltenberg je upal, da bo Kmety med napadom na Ménfő preprečil cesarskemu južnemu krilu, da bi okrepili čete, ki jih je nameraval napasti. 
Kmety je 27. junija res vstopil v bitko z avstrijsko Gerstnerjevo brigado, v tako imenovani bitki pri Ihászu.

## Bitka
28. junija zjutraj se je začela bitka. Napadle so enote, ki jih je vodil podpolkovnik Hümér Kupa, in avstrijski III. korpus. Druge cesarske čete so prečkale reko Rába pri Babótu in so korakale proti Ménfőju, kar je prisililo divizijo, ki jo je vodil podpolkovnik Ferenc Liptay, da se je v neprestanih bojih umaknila na položaje med Ménfőjem in Csanakom, da se ne bi ločila od madžarskih sil, ki so branile Győr.  Poeltenberg je poslal Liptaya in konjeniške enote, da bi zaščitile Kupino divizijo, da bi jo ne odrezali od Győra, vendar je s to potezo oslabil svojo obrambo. Nato ni imel dovolj vojakov, da bi zavaroval črto Győr-Kismegyer-Nagymegyer-Nagybaráti, dober obrambni položaj. Győr in njegove utrdbe so bile prevelike za Poeltenbergove čete, zato se je odločil za počasen umik. Najprej je odstopil prvo obrambno linijo, ki je vodila zahodno iz Győra, in se umaknil na manjšo drugo linijo. Ob 9. uri je dodelil podpolkovnika Sándorja Kossutha v obrambo mesta in hitel proti Ménfőju.  Kossuth je moral sodelovati s svojo pehotno divizijo, manjšim delom konjeniške divizije, rezervo in okrepitvami, ki jih je poslal general György Klapka. 
Na cesarski strani je IV. (ali rezervni) korpus, ki ga je vodil generalpodpolkovnik Ludwig von Wohlgemuth, neuspešno poskušal prečkati Rábo blizu Rábapatone. Haynau mu je naročil, naj napade Győr v smeri njegovem dunajskega predmestja, ki meji na reki Rába in Rábca. Istočasno je I. korpus pod vodstvom Franza Schlika napadel med Malo Donavo in rekama Rábca, preko Abde proti Győrszigetu (otok Győr). Prvi madžarski obrambni položaj je bil pri mostu iz Abda. Po kratkem boju so se Madžari umaknili, saj so vedeli, da jih Wohlgemuthove čete lahko napadejo od zadaj, ko bodo zasedle dunajsko predmestje. Avstrijski I. in IV. korpus sta sledila umikajočim se madžarskim četam. 
Görgei je 28. junija zgodaj odšel iz Tate in odpotoval v Gőnyű, preden je nadaljeval proti Győru. Pri Szentjánospuszti se je srečal z II. korpusom, ki je korakal proti Győru, in ukazal Józsefu Kászonyiju, naj se premakne proti Koroncóju . Ko je Görgei dosegel Győr, je izvedel, da je bitka v teku. Poeltenberg je opustil prvo obrambno črto zahodno od mesta. Glavni boji so potekali okoli Ménfőja. Görgei je odšel tja, kjer je srečal Poeltenberga in mu ukazal, naj se vrne v mesto, on pa je nadaljeval proti Ménfőju, da bi prevzel poveljstvo. Vedel je, da lahko njegove čete obdržijo Győr le, če se lahko obdržijo do naslednjega dne, ko je pričakoval prihod II. korpusa. Za vsako ceno je moral zadržati Ménfőja. Preden je prišel tja, je prejel Liptayjevo poročilo, da se je prisiljen umakniti v Szabadhegy. 
Ob 1:00 popoldne so cesarske čete napadle Győr. Görgei je vedel, da če se bo Poeltenberg predolgo, bi lahko bile njegove čete obkoljene, zato je ukazal umik iz Győra v gostilno Galamb. Hkrati je ukazal Liptayu, naj se umakne iz Szabadhegyja v Hecsepuszto. 
Potem ko so zasedli most iz Abde, je cesarska brigada Bianchi napredovala proti Győrszigetu, medtem ko je brigada Sartori napredovala proti dunajskemu predmestju. Zraven njih je napredovala brigada Benedek. Franz Schlik je prevzel vodstvo čet, ki so napadle dunajsko predmestje, z koncentracijo 42 topov in jim ukazal, da dve uri streljajo na madžarske položaje. Madžari so izgubili 4 kočije s strelivom, a so se napadom uprli. 
Na lokaciji med Rábco in Malo Donavo so bile Haynaujeve čete uspešnejše. Brigada Bianchi, ki jo je vodil princ Franz de Paula Liechtensteinski, je vstopila v  Sziget predmestje Győra skozi gozd Fácános mimo Pinnyéda. Prečkali so Rábco in napadli zadek madžarskih čet.
Hkrati je brigada Reischach zasedla Révfalu in obnovila Donavski most proti Mosonu . Med cesarskimi četami, ki so vstopile v Győr, je bil tudi Franc Jožef I. Avstrijski. 
Zaradi cesarskih uspehov so ogrske čete pod vodstvom Sándorja Kossutha, ki so branile Győr, tvegale obkroženje. Görgei in Poeltenbeg sta ukazala, naj se čete umaknejo iz Győra ob 16.30. Ob 5. uri so se umaknili brez zasledovanja. 
Po letu 1850 je Görgei bratu Istvánu Görgeyu narekoval svoje spomine o svojih vojnih dejavnostih. Slednjemu je povedal, kaj je mislil in čutil, ko je na čelu madžarskih husarjev, pokrival umik svojih čet:

## Posledice
Po bitki so Haynauove čete sledile umikajočim se Madžarom v Komarno. Avstrijski poveljnik je 2. julija začel nov napad, da bi prisilil Görgeijeve čete, da se umaknejo v trdnjavo in mu odprejo pot proti Budimpešti.  Razen izgube tega pomembnega mesta vojaške posledice za Madžare niso bile hude. Stanje pa se je poslabšalo zaradi drugih, predvsem političnih razlogov.